# Imparfinis mirini
Imparfinis mirini é uma espécie de peixe da família dos heptapteridae e da ordem dos siluriformes. Os machos podem alcançar 8,5 cm de comprimento. São encontrados na América do Sul, mais especificamente, na bacia do rio Paraná, no Brasil.